# Mark Anthony Brighton (actor)
Mark Anthony Brighton (Londres, 16 de julio de 1971) es un actor británico.

## Biografía
Mark Anthony Brighton es un actor nacido en Londres. Aunque actuó desde la adolescencia en el teatro juvenil, pasó a formarse en la escuela The poor, Kngs cross, graduándose en el año 2000. Desde entonces, ha trabajado constantemente con nombres como Benedict Cumberbatch, Tilda Swinton, Mads Mickelson Chewitel Ejiofor, Elijah Woods, Tom Courtenay, Bill Nighy y muchos otros.

## Filmografía
- The Lady of Heaven

Omar
- Pennyworth (TV Series)

Masked Driver
- The Burning Bridge (2020) ... Masked Driver
- Doctor Strange: hechicero supremo

Daniel Drumm
- Kidz Time TV (TV Movie)

Nigel Vickery
- Not Going Out (TV Series)

Trainer
- Mugging (2014) ... Trainer
- Doctor Who (TV Series)

Colonel Albero
- The Time of the Doctor (2013) ... Colonel Albero
- The Tunnel (TV Series)

Baines
Episode #1.9 (2013) ... Baines
- Missing (TV Series)

Martin Morgan
Episode #2.4 (2010) ... Martin Morgan
- Banged Up Abroad (TV Series documentary)

Tony
- Bangladesh (2008) ... Tony (as Mark Brighton)
- Holby City (TV Series)

Gordon Holmes
- The Last Throw (2007) ... Gordon Holmes
- Silent Witness (serie de televisión)

Angry Man
- Suffer the Children: Part 2 (2007) ... Angry Man
- Doctors (serie de televisión)

Derek McLaggan
- Love Me and Lose Me (2006) ... Derek McLaggan
- The Golden Hour (miniserie de televisión)

Shop Assistant
- Episode #1.4 (2005) ... Shop Assistant
- Casualty (serie de televisión)

Marcus / Michael
- Family Day (2005) ... Marcus (as Mark Antony Brighton)
- Acceptance (2002) ... Michael (as Mark Brighton)
- Hooligans - Defiende a los tuyos

Firm Member (as Mark Brighton)
- Ready When You Are Mr. McGill (TV Movie)

Cherry Picker Driver
- The Bill (TV Series)

Evan Hall / Terry Hart / Eric Da Costa
- 172: Twenty-Twenty Hindsight (2003) ... Evan Hall
- 004: Thin Ice (2002) ... Terry Hart (as Mark Brighton)
- Carnival (2000) ... Eric Da Costa (as Mark Brighton)
- It's a Casual Life (Short) (as Mark Brighton)
- The Visual Bible: The Gospel of John

Malchus (as Mark Brighton)
- Strange (miniserie de televisión)

Bus Driver
- Zoxim (2003) ... Bus Driver (as Mark A. Brighton)
- Final Demand (TV Movie)

Otis (as Mark A. Brighton)
- The Inspector Lynley Mysteries (serie de televisión)

Kenneth Waring
- Playing for the Ashes (2003) ... Kenneth Waring (as Mark Brighton)
- In Deep (TV Series)

Alan Coleman
- Men and Boys: Part 2 (2003) ... Alan Coleman (as Mark A. Brighton)
- Men and Boys: Part 1 (2003) ... Alan Coleman (as Mark A. Brighton)
- My Hero (TV Series)

Bob
- The Older Man (2002) ... Bob (as Mark A. Brighton)